# Parafia św. Marcina Biskupa w Kamionaczu
Parafia Świętego Marcina Biskupa w Kamionaczu – parafia rzymskokatolicka znajdująca się w diecezji włocławskiej, w dekanacie warckim.

## Proboszczowie i administratorzy
- ks. Marek Wawrzyniak (do 2020)[2][3]
- ks. Krzysztof Stawicki (2020–2023)[2][3][4]
- ks. Maksymilian Skorek (2023–?, administrator)[4]
- ks. Dariusz Maćczak (?–2024, administrator)
- ks. Marcin Zaworski (od 2024)[5]